# Abel Kirui
Pour les articles homonymes, voir Kirui.
Abel Kirui (né le 4 juin 1982 à Bomet) est un athlète kényan, spécialiste du marathon.

## Biographie
Son record est de 2 h 5 min 4 s, obtenu à Rotterdam le 5 avril 2009. Le 22 août 2009, il bat en 2 h 6 min 54 s, le record des Championnats du monde à Berlin, en remportant le titre mondial, devant son compatriote Emmanuel Kipchirchir Mutai (2 h 7 min 48 s) à 54 secondes et l'Éthiopien Tsegay Kebede (2 h 8 min 35 s).
Il confirme son titre à Daegu 2011 en 2 h 7 min 38 s, avec une avance de 2 min et 28 secondes, le plus grand écart entre le premier et le deuxième (son compatriote Vincent Kipruto) de l'histoire de cette compétition. Il est le troisième à conserver son titre sur cette épreuve.
En février 2012, il remporte le semi-marathon de Barcelone dans le temps de 1 h 0 min 28 s.
Sélectionné pour les Jeux olympiques de Londres, il remporte se classe deuxième du marathon, derrière l'Ougandais Stephen Kiprotich et devant l'autre Kényan Wilson Kiprotich, dans le temps de 2 h 08 min 27 s.

## Palmarès
| Année | Compétition           | Lieu     | Résultat | Épreuve  | Temps           |
| ----- | --------------------- | -------- | -------- | -------- | --------------- |
| 2009  | Championnats du monde | Berlin   | 1er      | Marathon | 2 h 6 min 54 s  |
| 2010  | Marathon de Londres   | Londres  | 5e       | Marathon | 2 h 8 min 4 s   |
| 2010  | Marathon de New York  | New York | 9e       | Marathon | 2 h 13 min 1 s  |
| 2011  | Championnats du monde | Daegu    | 1er      | Marathon | 2 h 7 min 38 s  |
| 2012  | Jeux olympiques       | Londres  | 2e       | Marathon | 2 h 8 min 27 s  |
| 2016  | Marathon de Tokyo     | Tokyo    | 5e       | Marathon | 2 h 8 min 6 s   |
| 2016  | Marathon de Chicago   | Chicago  | 1er      | Marathon | 2 h 11 min 23 s |
| 2018  | Marathon de Londres   | Londres  | 4e       | Marathon | 2 h 7 min 7 s   |